# Destination Gotland

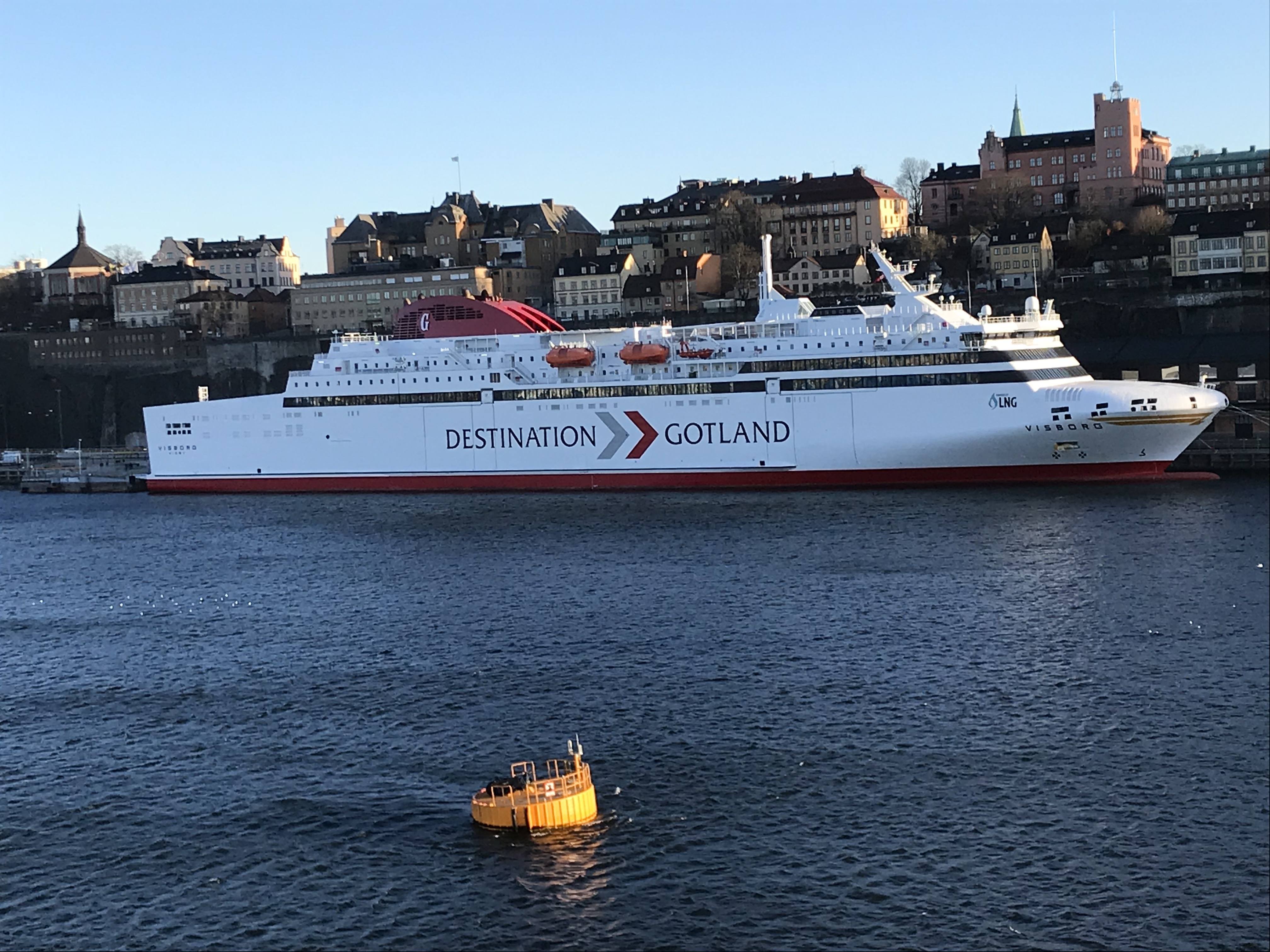
M/S Visborg under sin uppvisning i Stockholm 23 mars 2019.

Destination Gotland är ett helägt dotterbolag till Rederi AB Gotland, som bedriver färjetrafik året runt mellan Sveriges fastland och Gotland.

## Historik
Destination Gotland startade sin verksamhet efter det att Rederi AB Gotland 1998 återfått koncessionen för trafiken mellan Gotland och det svenska fastlandet.
På uppdrag av svenska staten bedriver rederiet färjetrafiken mellan Visby och Nynäshamn och samt mellan Visby och Oskarshamn. Nuvarande avtal med Trafikverket gäller fram till 31 januari 2027.
Under 2019 transporterades cirka 1,82 miljoner passagerare, 572 000 personbilar och 838 000 längdmeter gods. 

## Flotta
1999  sattes HSC Gotlandia i trafik under namnet HSC Gotland med plats för 700 passagerare och
för trafiken mellan Gotland och fastlandet beställdes även två större fartyg M/S Visby (2000) (2022 omdöpt till M/S Visborg) och M/S Drotten (ex M/S Gotland) med plats för 1500 passagerare vardera, dessa sattes i trafik 2003. När dessa levererades bytte HSC Gotland namn till nuvarande namn HSC Gotlandia. Flottan utvidgades i mars 2006 med HSC Gotlandia II, en större variant av snabbfärja med plats för 780 passagerare. I mars 2019 sattes även nya M/S Visborg (2019) (2021 omdöpt till M/S Visby) med plats för 1650 passagerare in i trafiken. HSC Gotlandia blev då överflödig och togs ur trafik. Lite mer än ett år senare sattes även M/S Visbys systerfartyg M/S Gotland (ex Thjelvar) in i trafiken. Då blev M/S Visborg (ex M/S Visby 2003) överflödig och chartrades ut till DFDS  Fartygen ägs av Rederi AB Gotland.

## Fartyg

### Nuvarande flotta
| Fartyg            | Byggt | I tjänst | Dödvikt   | Passagerare | Nuvarande rutt                       | Anmärkning                                                                                              | Flagga  | Bild |
| ----------------- | ----- | -------- | --------- | ----------- | ------------------------------------ | --- | ------- | ---- |
| M/S Drotten       | 2003  | 2003     | 29 746 GT | 1 500       | Visby – Oskarshamn Visby – Nynäshamn | | Sverige |      |
| M/S Visby         | 2018  | 2018     | 32 447 GT | 1 650       | Visby – Nynäshamn Visby – Oskarshamn | | Sverige |      |
| M/S Gotland       | 2019  | 2019     | 32 447 GT | 1 650       | Visby – Nynäshamn Visby – Oskarshamn | | Sverige |      |
| M/S Birka Gotland | 2004  | 2024     | 34 924 GT | 1 800       | Visby – Mariehamn – Stockholm        | Destination Gotland äger 50% av kryssningsfartyget M/S Birka Gotland. De övriga 50% ägs av Viking Line. | Sverige |      |

## Utchartrade fartyg
| Fartyg                      | Byggt | Dödvikt   | Passagerare | Nuvarande rutt     | Anmärkning                                                                                         | Flagga | Bild |
| --------------------------- | ----- | --------- | ----------- | ------------------ | -------------------------------------------------------------------------------------------------- | ------ | ---- |
| M/S Visborg (ex. M/S Visby) | 2003  | 29 746 GT | 1 500       | Almeria – In-Nadur | Åren 2022-2023 var fartyget utchatrad till DFDS, och sedan 2024 går hon för Balearia i Medelhavet. | Malta  |      |

### Tidigare fartyg
- SF 700 - HSC Gotlandia II, levererad 2006 av Fincantieri i Italien
- SF 700 - HSC Gotlandia, (ex HSC Gotland) levererad 1999 av Alstom Leroux Naval i Frankrike
- M/S Visby (1980), byggd 1980 av Öresundsvarvet i Sverige
- M/S Thjelvar (1981), tidigare namn bland andra M/S Travemünde byggd 1981 av Wärtsilä i Finland
- HSC Patricia Olivia, byggd 1992, Australien

## Linjer

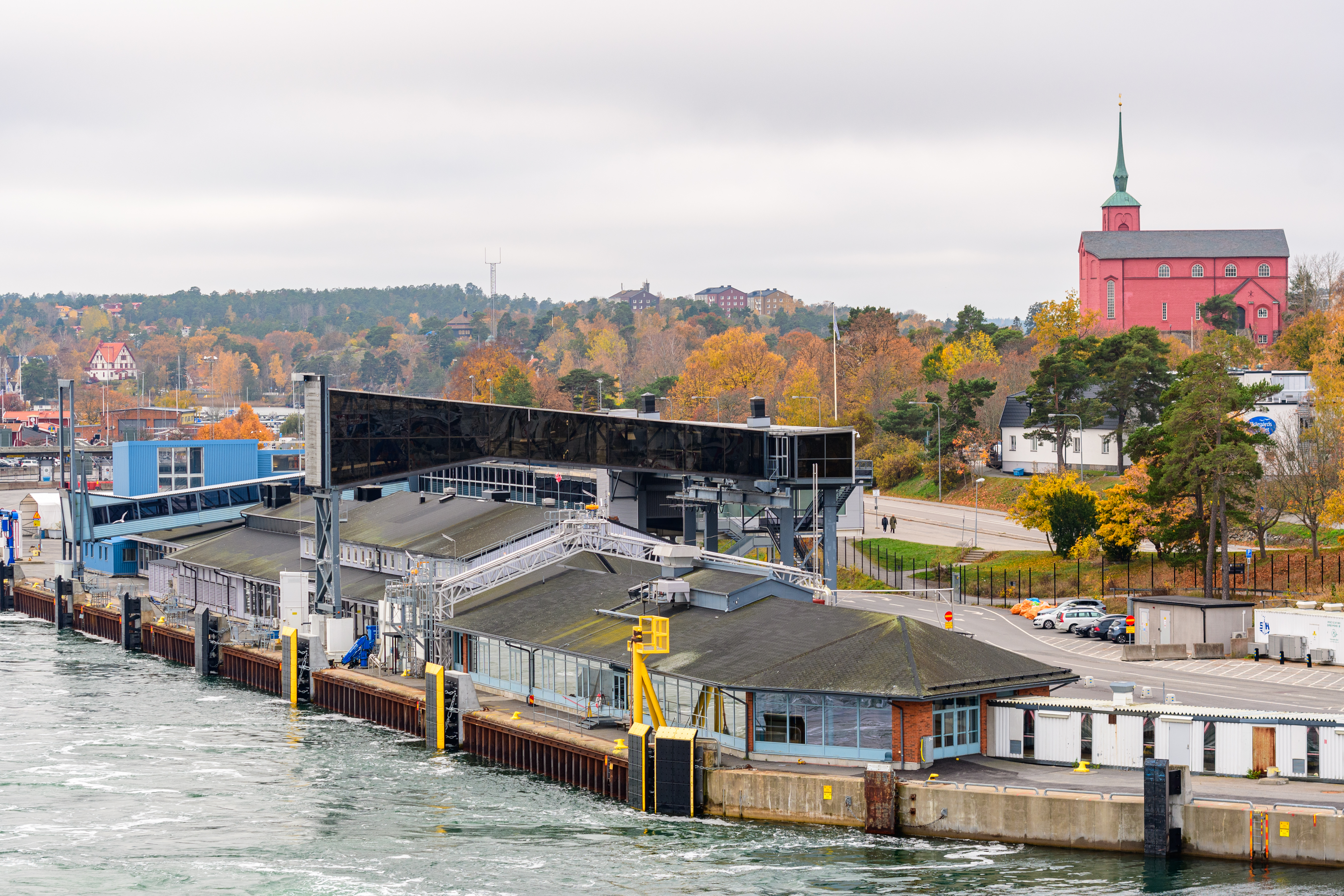
Färjeterminalen i Nynäshamn.

Trafiken går mellan Visby och Nynäshamn (norra linjen) och Visby och Oskarshamn (södra linjen) samt sommartid mellan Visby och Västervik. 
Sommartid fanns det mellan 2007 och 2010 en linje mellan Visby och Grankullavik på Öland som pausade den 23 juli 2009 efter att två av bolagets färjor kolliderat i Nynäshamn och det blev brist på fartyg.

## Haverier och incidenter
Den 23 juli 2009 körde M/S Gotland, en passagerarfärja mellan Visby och Nynäshamn, in i snabbfärjan HSC Gotlandia II utanför Nynäshamn. Den större färjan, M/S Gotland, hade drygt 1 300 passagerare ombord, medan den mindre färjan, HSC Gotlandia II, hade runt 300 passagerare. 13 personer fick föras till sjukhus / vårdcentraler men ingen blev allvarligt skadad i incidenten.
Den 2 januari 2014 stötte M/S Gotland på ett grund nära hamninloppet till Oskarshamn. Färjan fick tas ur trafik på grund av skador på bottnen och propellrar. Ingen blev skadad i incidenten.

## Verkställande direktörer
- 2000-2007 - Sten-Crister Forsberg[5]
- 2007-2012 - Ulf Ahlquist
- 2012-2021 - Christer Bruzelius
- 2021 -  Marcus Risberg